# Barjora
Barjora è una suddivisione dell'India, classificata come census town, di 11.509 abitanti, situata nel distretto di Bankura, nello stato federato del Bengala Occidentale. In base al numero di abitanti la città rientra nella classe IV (da 10.000 a 19.999 persone).

## Geografia fisica
La città è situata a 23° 25' 60 N e 87° 16' 60 E e ha un'altitudine di 74 m s.l.m..

## Società

### Evoluzione demografica
Al censimento del 2001 la popolazione di Barjora assommava a 11.509 persone, delle quali 5.981 maschi e 5.528 femmine. I bambini di età inferiore o uguale ai sei anni assommavano a 1.091, dei quali 572 maschi e 519 femmine. Infine, coloro che erano in grado di saper almeno leggere e scrivere erano 8.354, dei quali 4.761 maschi e 3.593 femmine.